# Natural Born Hippies
Natural Born Hippies ist eine dänische Popband, die vor allem um die Jahrtausendwende europaweite Erfolge erzielen konnte. Seit 2018 ist die Band wieder aktiv.

## Bandgeschichte
1997 schlossen sich Dan Hougesen, Sune Thorbjoernsen, Bo Christensen und Tom Lindby zu den Natural Born Hippies zusammen. Ein Jahr später wurde die Band bereits vom dänischen Plattenlabel Iceberg Records unter Vertrag genommen, woraufhin sie eine beachtliche Radiopräsenz in ihrem Heimatland erlangte. 1999 kam das Debütalbum Popshit heraus, aus dem mehrere Singles ausgekoppelt wurden. Die Coverversion Lola von The Kinks, die zum bekanntesten Song der Band wurde, erlangte Platz 72 der deutschen Singlecharts. Im Jahre 2001 veröffentlichte die Band das Album I Don’t Care, das allerdings nur anhand der Singleauskopplung von „Best Looking Guy in Town“ promotet wurde. Dieser Song ist zudem im Videospiel zum Pixar-Film Cars zu hören. Nur ein Jahr später folgte mit dem dritten Studioalbum In Your Dreams, das von Lutz Rahn und Mark Wills produziert wurde, ein weiterer großer Erfolg der Band. Dieses Album, das einige Songs enthielt, die bereits auf I Don’t Care enthalten waren, wurde wieder durch mehrere Singleauskopplungen promotet. Die Coverversion „Get It on“ von T. Rex wurde ebenfalls als Single veröffentlicht und erreichte Platz 92 der deutschen Singlecharts. Im Jahre 2005 veröffentlichte die dänische Band ihr viertes Studioalbum mit dem Titel Wake up Calls. Dieser Longplayer wurde aber wohl auch wegen fehlender Singleauskopplungen von der Öffentlichkeit kaum mehr wahrgenommen.
Im Jahr 2018 machte die Band wieder auf sich aufmerksam, weil sie anlässlich des 100. Jahrestages von Nelson Mandela zum Nelson Mandela Library Project – einem Projekt, das schulischen Büchereien in Südafrika zugutekommen soll – den Titelsong beisteuerte. Der Song wurde in digitaler Form auch als Single veröffentlicht.

## Diskografie

### Studioalben
- 1999: Popshit
- 2001: I Don’t Care (enthielt bereits ein paar Songs, die später auch auf In Your Dreams veröffentlicht wurden)
- 2002: In Your Dreams
- 2005: Wake up Calls

### EPs
- 2002: Natural Born Hippies (Vorab-Promo-EP zu ihrem Studioalbum In Your Dreams)

### Singles
- 1999: Spiderman
- 1999: Am I not Sweet
- 1999: Lovestream
- 1999: Save Me
- 1999: Lola
- 2002: Best Looking Guy in Town
- 2002: In Your Dreams
- 2002: Get It on
- 2002: Only Believe in Love
- 2003: Fade away
- 2018: Mandela under the Sun